# Un'altra donna (album)
Un'altra donna (1974), Pull - QLP 110, è il terzo album del gruppo pop italiano I Cugini di Campagna.

Si compone di 10 brani, composti quasi interamente da due componenti del gruppo: Ivano Michetti e Flavio Paulin. Il brano che intitola l'album venne ritenuto sconveniente dalla commissione di censura, per il passaggio televisivo, in particolare per una parte del testo: "(...) per insegnarle che peccare insieme, non è punito se si vuole bene (...)". Per ovviare a ciò fu necessario realizzare una versione epurata: "(...) per insegnarle che restare insieme, non è uno sbaglio se si vuole bene (...)", in questo modo si cancellava il riferimento al peccato, quindi al significato che gli attribuisce la religione. La versione pubblicata è comunque quella originale.

## Tracce
Lato A
1. Un'altra donna (Ivano Michetti-Flavio Paulin) (3.41)
2. Un debole respiro (Ivano Michetti-Flavio Paulin) (3.45)
3. La lettera (Ivano Michetti-Flavio Paulin) (3.03)
4. Innamorata (Antonello De Sanctis-Ivano Michetti-Flavio Paulin) (4.00)
5. Oh Biancaneve (Ivano Michetti-Flavio Paulin) (4.15)

Lato B
1. Il seminatore (Ivano Michetti-Flavio Paulin) (3.00)
2. Morbide le mani (Antonello De Sanctis-Ivano Michetti-Flavio Paulin) (3.25)
3. L'ultima volta insieme (Ivano Michetti-Flavio Paulin) (3.07)
4. La prima notte (G.Sacchi-Ivano Michetti-Flavio Paulin) (2.40)
5. Anima mia (Antonello De Sanctis-Ivano Michetti-Flavio Paulin) (3.34)

## I singoli a 45 giri
- Pull - QSP 1006

Lato A: Innamorata (Antonello De Sanctis-Ivano Michetti-Flavio Paulin) (4.00)

Lato B: Il vascello (Ivano Michetti-Flavio Paulin) (3.33)
- Pull - QSP 1008

Lato A: Un'altra donna (Ivano Michetti-Flavio Paulin) (3.41)

Lato B: Un debole respiro (Ivano Michetti-Flavio Paulin) (3.45)

## Formazione
- Flavio Paulin - voce, basso
- Ivano Michetti - chitarra
- Silvano Michetti - percussioni
- Giorgio Brandi - tastiere